# ایندیان‌تاون (فلوریدا)
ایندیان‌تاون (به انگلیسی: Indiantown) یک روستا در ایالات متحده آمریکا است که در شهرستان مارتین، فلوریدا واقع شده‌است. ایندیان‌تاون ۱۵٫۵ کیلومتر مربع مساحت و ۶٬۰۸۳ نفر جمعیت دارد و ۱۰ متر بالاتر از سطح دریا قرار دارد.